# 유로비전 송 콘테스트 2013
유로비전 송 콘테스트 2013(Eurovision Song Contest 2013)은 제58회 유로비전 송 콘테스트이다. 스웨덴 출신의 로린이 Euphoria라는 곡으로 유로비전 송 콘테스트 2012에서 우승을 거머쥠에 따라, 2000년 이후 처음으로 이 콘테스트는 스웨덴에서 개최되었다.
준결승전이 2013년 5월 14일, 16일에, 결승전이 2013년 5월 18일 저녁에 개최되었다. 39개국이 참가하였다.

## 장소
2012년 7월 8일, 스웨덴 공영 방송사인 스웨덴 텔레비전(SVT)이 2013년 유로비전 송 콘테스트를 말뫼에서 개최한다고 발표하였다. 스웨덴에서 이루어지는 5번째 유로비전 송 콘테스트이고, 말뫼에서는 1992년 이후 두 번째로 개최하게 되었다. 스웨덴 텔레비전은 전년도와 다르게 축소하여 개최하겠다고 발표하였다. 그 이유로 2013년은 말뫼에서 열리게 된 것이다. 말뫼는 스톡홀름, 예테보리 다음으로 스웨덴에서 세 번째로 큰 도시이다. 말뫼는 스웨덴 스카니아 지방에 속하며 외레순 해협과 맞닿아 있다. 외레순 교의 개통으로 인해 덴마크와의 교통이 수월해졌고, 30분이면 덴마크의 수도인 코펜하겐에 도착해 교통이 편리한 지역이다.

## 콘테스트 전후 사건들

### 조작 의혹
- 아제르바이잔은 리투아니아에 뇌물을 주고 12포인트를 주게 하였다.
- 아제르바이잔은 자국 내 핸드폰 투표에서 디나 가리포바가 2번째로 높게 나왔지만 러시아에게 점수를 주지 않았다. 아제르바이잔 대통령인 일함 알리예프는 조사에 착수하였다고 발표했지만, 러시아 외교부 장관인 세르게이 라브로프는 이것이 위조되었으며, 이 행동은 절대 용납할 수 없는 것이라고 밝혔다. 이에 나아가 벨라루스 대통령인 알렉산드르 루카셴코는 러시아가 벨라루스에게 점수를 주지 않았다며, 이 또한 위조된 것 아니냐며 주장하였다.

### 표절 의혹
- 우승곡인 Only Teardrops의 플룻 간주가 2002년 네덜란드 참가곡인 I Surrender와 비슷하다는 의견이 제시되었지만, 총 작곡을 지휘한 에릭 반 틴은 플룻 간주가 단순히 비슷했을 뿐이며, 플룻 간주에 "a storm in a teacup"이라는 이름도 붙였다고 하였다.
- 독일의 참가곡인 카스카다의 Glorious는 2012년 우승곡 Euphoria와 비슷하다는 의견이 제시되었지만 유로댄스 장르의 특성상 어쩔 수 없는 일이라 해명했다.

### 기타 사건들

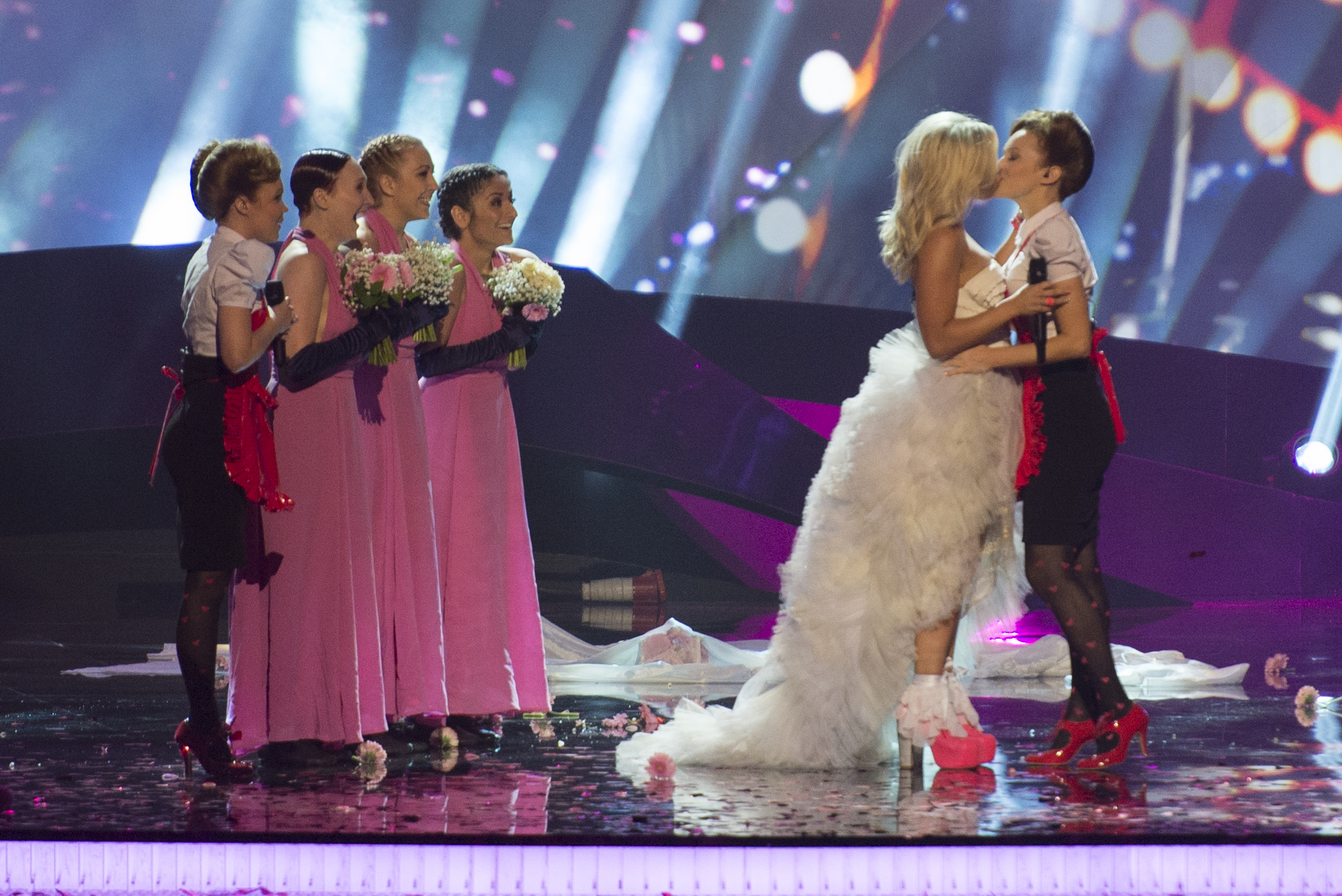
백보컬과 키스하는 크리스타 시그프리즈

- 핀란드 대표인 크리스타 시그프리즈는 결승전 퍼포먼스 이후 백보컬과 키스를 하였다. 이후 온라인에서 큰 화제가 되었으며, 그녀는 핀란드의 동성 결혼을 찬성시키기 위해 퍼포먼스를 벌였다고 밝혔다. (하지만 그녀는 레즈비언이 아니다.)
- 결승전이 끝나고 투표가 시작되기 전 그린 룸에서 인터뷰를 마친 에릭 사데가 사회자인 페트라 메데를 향해 MILF라고 외쳤다. BBC에서 이 사건의 음성을 차단 시킨 후 방영 시켰는데, 생방송 도중이라 이것이 사전에 준비가 되었던 것인지, 아니면 BBC의 빠른 대처인지 논란이 일었다. 언론에서는 에릭 사데에게 비난이 쏟아졌다.

## 참가국
2013년 유로비전 송 콘테스트는 2년 만에 아르메니아가 콘테스트에 다시 참가를 하여 총 39개국이 참가하게 되었다. 보스니아 헤르체고비나와 포르투갈은 경제적 어려움으로, 슬로바키아와 터키는 저조한 시청률과 자국의 낮은 순위 등의 이유로 불참하게 되었다.

### 재참가하는 가수들
산 마리노에선 2012년 아제르바이잔, 바쿠에서 참가했던 발렌티나 모네타를, 불가리아에선 2007년 핀란드, 헬싱키에서 열린 콘테스트에 참가한 엘리차 & 스토얀를 참가시켰다. 세르비아대표, 모예 3의 보컬 네베나 보죠비치는 주니어 유로비전 송 콘테스트를 참가하고 유로비전 송 콘테스트를 참가한 첫 번째 참가자가 되었다. 알바니아의 리드 보컬과 기타리스트를 맡은 블레다르 셰이코는 2011년 기타리스트로, 아르메니아의 리드 보컬을 맡은 고르 슈얀은 2011년 보컬로, 몰도바의 대표인 알리오나 문은 2011년 백 보컬로 참가하였다. 2001년 우승을 거머쥔 에스토니아의 백 보컬 그룹인 2XL는 이번 대회에도 백 보컬을 맡았다.

## 결과

### 준결승전 1
- 첫 번째 준결승전은 5월 14일 오후에 방영되었다.
- 이탈리아, 스웨덴, 영국은 첫 번째 준결승전에서 투표할 수 있었다. 하늘색으로 표시된 곡이 결승에 진출한 곡
- 영어가 아닌 곡의 영어제목은 공식 사이트를 통해 밝혀진 것이고 영어로 발표한 싱글도 있다.

| 순서 | 국가       | 언어         | 아티스트             | 노래                               | 영어제목           | 순위 | 점수 |
| ---- | ---------- | ------------ | -------------------- | ---------------------------------- | ------------------ | ---- | ---- |
| 1    | 오스트리아 | 영어         | 나탈리아 켈리        | "Shine"                            | -                  | 14   | 27   |
| 2    | 에스토니아 | 에스토니아어 | 비르기트             | "Et Uus Saaks Alguse"              | New way to go      | 10   | 52   |
| 3    | 슬로베니아 | 영어         | 한나 맨치니          | "Straight into Love"               | -                  | 16   | 8    |
| 4    | 크로아티아 | 크로아티아어 | 클라파 셰 모라       | "Mižerja"                          | Misery             | 13   | 38   |
| 5    | 덴마크     | 영어         | 엠멜리에 데 포레스트 | "Only Teardrops"                   | -                  | 1    | 167  |
| 6    | 러시아     | 영어         | 디나 가리포바        | "What If"                          | -                  | 2    | 156  |
| 7    | 우크라이나 | 영어         | 즐라타 오흐네비치    | "Gravity"                          | -                  | 3    | 140  |
| 8    | 네덜란드   | 영어         | 아누크               | "Birds"                            | -                  | 6    | 75   |
| 9    | 몬테네그로 | 몬테네그로어 | 후 시(Who See)       | "Igranka" (Игранка)                | The Party          | 12   | 41   |
| 10   | 리투아니아 | 영어         | 안드리우스 포야비스  | "Something"                        | -                  | 9    | 53   |
| 11   | 벨라루스   | 영어         | 알리요나 란스카야    | "Solayoh"                          | -                  | 7    | 64   |
| 12   | 몰도바     | 루마니아어   | 알리오나 문          | "O mie"                            | A Thousand         | 4    | 95   |
| 13   | 아일랜드   | 영어         | 라이언 돌란          | "Only Love Survives"               | -                  | 8    | 54   |
| 14   | 키프로스   | 그리스어     | 데스피나 올림피유    | "An me thimasai" (Aν με θυμάσαι)   | If you remember me | 15   | 11   |
| 15   | 벨기에     | 영어         | 로버트 벨라로사      | "Love Kills"                       | -                  | 5    | 75   |
| 16   | 세르비아   | 세르비아어   | 모예 3               | "Ljubav je svuda" (Љубав је свуда) | Love is Everywhere | 11   | 46   |

### 준결승전 2
- 두 번째 준결승전은 5월 16일 오후에 방영되었다.
- 독일, 스페인, 프랑스는 두 번째 준결승전에서 투표할 수 있었다. 하늘색으로 표시된 곡이 결승에 진출한 곡
- 영어가 아닌 곡의 영어제목은 공식 사이트를 통해 밝혀진 것이고 영어로 발표한 싱글도 있다.
- 그리스 대표곡인 "Alcohol is Free"는 제목은 영어이지만 노래 전체 가사는 그리스어이다.
- 스위스 대표인 "타카사"의 원래 이름은 Heilsarmee(독일어로 "구세군"이라는 뜻)이었나, 유럽 방송 연맹이 정치적, 종교적 이름을 금지시키면서 Takasa로 바꾼 것이다.

| 순서 | 국가         | 언어               | 아티스트                          | 노래                                      | 영어제목        | 순위 | 점수 |
| ---- | ------------ | ------------------ | --------------------------------- | ----------------------------------------- | --------------- | ---- | ---- |
| 1    | 라트비아     | 영어               | PeR                               | "Here We Go"                              | -               | 17   | 13   |
| 2    | 산마리노     | 이탈리아어         | 발렌티나 모네타                   | "Crisalide (Vola)"                        | Chrysalis (Fly) | 11   | 47   |
| 3    | 북마케도니아 | 마케도니아어, 롬어 | 에스마 & 로자노                   | "Pred da se razdeni" (Пред да се раздени) | Before Dawn     | 16   | 28   |
| 4    | 아제르바이잔 | 영어               | 파리드 맘마도프                   | "Hold Me"                                 | -               | 1    | 139  |
| 5    | 핀란드       | 영어               | 크리스타 시그프리즈               | "Marry Me"                                | -               | 9    | 64   |
| 6    | 몰타         | 영어               | 잔루카 베지나                     | "Tomorrow"                                | -               | 4    | 118  |
| 7    | 불가리아     | 불가리아어         | 엘리차 & 스토얀                   | "Samo shampioni" (Само шампиони)          | Only Champions  | 12   | 45   |
| 8    | 아이슬란드   | 아이슬란드어       | 에이소르 잉기                     | "Ég á líf"                                | I am Alive      | 6    | 72   |
| 9    | 그리스       | 그리스어           | 코자 모스트라, 아가손 야코비디스  | "Alcohol is Free"                         | -               | 2    | 121  |
| 10   | 이스라엘     | 히브리어           | 모한 마조흐                       | "Rak bishvilo" (רק בשבילו)                | Only For Him    | 14   | 40   |
| 11   | 아르메니아   | 영어               | 도리안즈                          | "Lonely Planet"                           | -               | 7    | 69   |
| 12   | 헝가리       | 헝가리어           | 바이알렉스                        | "Kedvesem" (Zoohacker Remix)              | My Daring       | 8    | 66   |
| 13   | 노르웨이     | 영어               | 마르가레트 베르게르               | "I Feed You Me Love"                      | -               | 3    | 120  |
| 14   | 알바니아     | 알바니아어         | 아드리안 룰규라이 & 블레다 셰이코 | "Identitet"                               | Identity        | 15   | 31   |
| 15   | 조지아       | 영어               | 노디코 타티슈빌리, 소피 겔로바니  | "Waterfall"                               | -               | 10   | 63   |
| 16   | 스위스       | 영어               | 타카사                            | "You And Me"                              | -               | 13   | 41   |
| 17   | 루마니아     | 영어               | 시저                              | "It's My Life"                            | -               | 5    | 83   |

### 결승
| 순서 | 국가         | 언어         | 아티스트                         | 노래                         | 영어제목               | 순위 | 점수 |
| ---- | ------------ | ------------ | -------------------------------- | ---------------------------- | ---------------------- | ---- | ---- |
| 1    | 프랑스       | 프랑스어     | 아망딘 부르주아                  | "L'enfer et Moi"             | The Hell and Me        | 23   | 14   |
| 2    | 리투아니아   | 영어         | 안드리우스 포야비스              | "Something"                  | -                      | 22   | 17   |
| 3    | 몰도바       | 루마니아어   | 알리오나 문                      | "O mie"                      | A Thousand             | 11   | 71   |
| 4    | 핀란드       | 영어         | 크리스타 시그프리즈              | "Marry Me"                   | -                      | 24   | 13   |
| 5    | 스페인       | 스페인어     | 엘 수에뇨 데 모르페오            | "Contigo Hasta el Final"     | With You Until the End | 25   | 8    |
| 6    | 벨기에       | 영어         | 로버트 벨라로사                  | "Love Kills"                 | -                      | 12   | 71   |
| 7    | 에스토니아   | 에스토니아어 | 비르기트                         | "Et Uus Saaks Alguse"        | New way to go          | 20   | 19   |
| 8    | 벨라루스     | 영어         | 알리요나 란스카야                | "Solayoh"                    | -                      | 16   | 48   |
| 9    | 몰타         | 영어         | 잔루카 베지나                    | "Tomorrow"                   | -                      | 8    | 120  |
| 10   | 러시아       | 영어         | 디나 가리포바                    | "What If"                    | -                      | 5    | 174  |
| 11   | 독일         | 영어         | 카스카다                         | "Glorious"                   | -                      | 21   | 18   |
| 12   | 아르메니아   | 영어         | 도리안즈                         | "Lonely Planet"              | -                      | 18   | 41   |
| 13   | 네덜란드     | 영어         | 아누크                           | "Birds"                      | -                      | 9    | 114  |
| 14   | 루마니아     | 영어         | 시저                             | "It's My Life"               | -                      | 13   | 65   |
| 15   | 영국         | 영어         | 보니 타일러                      | "Believe in Me"              | -                      | 19   | 23   |
| 16   | 스웨덴       | 영어         | 로빈 스테예른베르                | "You"                        | -                      | 14   | 62   |
| 17   | 헝가리       | 헝가리어     | 바이알렉스                       | "Kedvesem" (Zoohacker Remix) | My Daring              | 10   | 84   |
| 18   | 덴마크       | 영어         | 엠멜리에 데 포레스트             | "Only Teardrops"             | -                      | 1    | 281  |
| 19   | 아이슬란드   | 아이슬란드어 | 에이소르 잉기                    | "Ég á líf"                   | I am Alive             | 17   | 47   |
| 20   | 아제르바이잔 | 영어         | 파리드 맘마도프                  | "Hold Me"                    | -                      | 2    | 234  |
| 21   | 그리스       | 그리스어     | 코자 모스트라, 아가손 야코비디스 | "Alcohol is Free"            | -                      | 6    | 152  |
| 22   | 우크라이나   | 영어         | 즐라타 오흐네비치                | "Gravity"                    | -                      | 3    | 214  |
| 23   | 이탈리아     | 이탈리아어   | 마르코 멩요니                    | "L'essenziale"               | The Essential          | 7    | 126  |
| 24   | 노르웨이     | 영어         | 마르가레트 베르게르              | "I Feed You Me Love"         | -                      | 4    | 191  |
| 25   | 조지아       | 영어         | 노디코 타티슈빌리, 소피 겔로바니 | "Waterfall"                  | -                      | 15   | 50   |
| 26   | 아일랜드     | 영어         | 라이언 돌란                      | "Only Love Survives"         | -                      | 26   | 5    |

### 12 포인트
| 수 | 참가 국      | 12 포인트를 부여한 국가                                                                      |
| -- | ------------ | -------------------------------------------------------------------------------------------- |
| 10 | 아제르바이잔 | 오스트리아, 불가리아, 조지아, 그리스, 헝가리, 이스라엘, 리투아니아, 몰타, 몬테네그로, 러시아 |
| 8  | 덴마크       | 프랑스, 아이슬란드, 아일랜드, 이탈리아, 마케도니아, 세르비아, 슬로베니아, 영국               |
| 5  | 우크라이나   | 아르메니아, 아제르바이잔, 벨라루스, 크로아티아, 몰도바                                       |
| 3  | 이탈리아     | 알바니아, 스페인, 스위스                                                                     |
| 3  | 노르웨이     | 덴마크, 핀란드, 스웨덴                                                                       |
| 2  | 그리스       | 키프로스, 산 마리노                                                                          |
| 2  | 러시아       | 에스토니아, 라트비아                                                                         |
| 1  | 벨라루스     | 우크라이나                                                                                   |
| 1  | 벨기에       | 네덜란드                                                                                     |
| 1  | 헝가리       | 독일                                                                                         |
| 1  | 몰도바       | 루마니아                                                                                     |
| 1  | 네덜란드     | 벨기에                                                                                       |
| 1  | 스웨덴       | 노르웨이                                                                                     |

## 참가하지 않은 국가들
- 안도라 : 안도라는 재정난, 예산 삭감으로 2013년 대회에 참가하지 않는다고 밝혔다.
- 보스니아 헤르체고비나 : 보스니아 헤르체고비나는 재정난으로 2013년 대회에 참가하지 않는다고 밝혔다.
- 체코 : 체코는 자국의 낮은 순위와 저조한 시청률로 참가하지 않는다고 밝혔다.
- 리히텐슈타인 : 리히텐슈타인 정부는 2013년 초까지의 경제 불황으로 참가하지 않는다고 하였다. 리히텐슈타인은 2010년부터 유럽방송연맹에 가입하려 하였지만, 여러 가지 이유로 가입하지 못하였고, 가입하는대로 유로비전 송 콘테스트에 참가하겠다고 하였다.
- 룩셈부르크 : 룩셈부르크는 예산 삭감으로 참가하지 않았다.
- 모나코 : 모나코는 참가하지 않는다고 밝혔다. 이유는 불분명하다.
- 모로코 : 모로코는 2013년 대회에 참가하지 않는다고 2012년 9월 20일에 발표하였다. 이유는 불분명하고, 1980년 대회 이후 참가하지 않았다.
- 폴란드 : 2011년을 마지막으로 참가하지 않은 폴란드는 2013년에도 참가하지 않았다. 폴란드의 예산이 UEFA 유로 2012(폴란드에서 개최)와 2012 하계올림픽을 중계하는 데에 집중되어있어, 참가하지 않았다. 이번 대회에 참가하지 않은 이유는 불분명하다.
- 포르투갈 : 포르투갈은 재정난으로 참가하지 않는다고 밝혔다.
- 슬로바키아 : 슬로바키아는 재정난과 자국의 낮은 순위를 이유로 참가하지 않는다고 밝혔다.
- 튀르키예 : 터키는 예산 삭감과 현재 결승진출제도의 불만으로 참가하지 않는다고 밝혔다.

## 유럽 외 방송
- CHN 중국 - 중국 공영방송 CCTV-15 (음악채널)에서 10월 5~7일 방영, 내레이션은 발표되지 않음
- KAZ 카자흐스탄 - Roman Raifeld, Kaldybek Zhaysanbay가 내레이션, 공영방송에선 방영하지 않음
- USA 미국 - 미국 주재 스웨덴 대사관에서 방영, 내레이션 없음